# Vindemiatrix
Vindemiatrix (epsilon Virginis) is een heldere ster in het sterrenbeeld Maagd (Virgo).
De ster staat ook bekend als Vindemiator, Vendemiatrix, Almuredin, Provindemiator, Protrigetrix, Protrygetor en Alaraph. De naam "Alaraph" wordt ook wel voor andere sterren gebruikt. De ster maakt waarschijnlijk deel uit van de Hyadengroep.